# Steinfjellet
Steinfjellet je nevelké pohoří ve středním Norsku v kraji Trøndelag. Táhne se po východní straně údolí Namdalen s páteřní norskou silnicí E6. Na východě ho ohraničují jezera Tunnsjøen a Limingen. Mezi jezery směřují nižší hřebeny ke švédské hranici. Na jihu ho řeka Tunnsjøelva odděluje od pohoří Havdalsfjellet, na severu v prostoru jezera Store Namsvatnet navazuje na pohoří Børgefjellet.
Nejvyšší vrchol je Gisen, zvaný též Nord Steinfjellet (1167 m n. m.). Následují Store Tromsfjellet (1056 m) a Støørje (1008 m). Hory patří do systému Skand a jsou budovány velmi starými horninami z období kaledonského vrásnění. V okrajových údolích vedou silnice a najdeme zde řídce roztroušené osady, pohoří samo je neobydlené.